# SO-02L
ドコモ スマートフォン Xperia Ace SO-02L（ドコモ スマートフォン エクスペリア エース エスオーゼロニーエル）は、ソニーモバイルコミュニケーションズによって開発された、NTTドコモの第4世代移動通信システム（PREMIUM 4G）・第3.9世代移動通信システム（Xi）・第3世代移動通信システム（FOMA）対応端末である。ドコモ スマートフォン（第2期）のひとつ。

## 概要
本機種はXperia AceのNTTドコモ向けのローカライズモデルで、XperiaシリーズではX Compact以来のミッドレンジモデルとなる。2019年夏の新商品の1つとして発売され、発表された中では最も一番小さい端末でもある。コンセプトは若年層をターゲットにし、カメラ機能や使いやすさ・コストパフォーマンスに追及する事をアピールしている。
デザインはスタンダードでフラットな従来路線を継承。18:9比率のFHD+ディスプレイを搭載しつつ厳選された素材を採用としながらも幅が67㎜に抑えられており、片手でも操作しやすく設計している。また電源キーには指紋認証センサーが内蔵されている。
カメラでは同時期発売のXperia 1ではトリプルレンズカメラを搭載しているが、本機種では従来通りのシングルカメラとなっている。Xperiaのコンパクトシリーズとしては初の光学式と電子式を組み合わせたハイブリッド手ブレ補正に対応した。インカメラは画角約120度超広角レンズを採用し、広い範囲でも自撮りをする事が可能である。
また本機種では日本国内で発売されたXperiaの中でXZ1シリーズ以来となる3.5㎜イヤホンジャック搭載モデルである。
ボディカラーにはパープル、ホワイト、ブラックの3色を展開する。
但しXperiaシリーズとしては珍しくカメラのシャッターキーが備わっておらず、赤外線やおくだけ充電・放送受信機能も非対応である。
キャッチコピーは「あなたのキモチにFITする。」、「すきなこと、すきなだけ。「楽しい」が生まれる上質コンパクト。」。
なお、NTTドコモにおいては過去2013年5月に同じ読み方のXperia A(エクスペリア エース) SO-04Eが発売されている。その名残りとも言えるSO-04Gの後継機種としての見方も兼ねている。また当初は「docomo with」の適用機種の予定ではあったが料金プランの見直しに伴い、採用を見送られていた。

## 主な機能
| 主な対応サービス                                                             | 主な対応サービス                                      | 主な対応サービス                     | 主な対応サービス                                                  |
| ---------------------------------------------------------------------------- | ----------------------------------------------------- | ------------------------------------ | ----------------------------------------------------------------- |
| タッチパネル/加速度センサー                                                  | PREMIUM 4G/Xi/FOMAハイスピード/VoLTE(HD+対応)         | Bluetooth                            | dカード/おサイフケータイ/NFC/かざしてリンク/トルカ/おくだけ充電   |
| ワンセグ/フルセグ                                                            | メロディコール                                        | テザリング                           | WiFi IEEE802.11a/b/g/n/ac                                         |
| GPS                                                                          | ドコモメール/電話帳バックアップ                       | デコメール/デコメ絵文字/デコメアニメ | iチャネル                                                         |
| エリアメール/ソフトウェアーアップデート自動更新/生体認証 (指紋／虹彩)/スグ電 | デジタルオーディオプレーヤー(WMA・MP3他)/ハイレゾ音源 | GSM/3Gローミング(WORLD WING)         | フルブラウザ/Flash Player                                         |
| Google Play/dメニュー/dマーケット                                            | Gmail/Google Drive/YouTube/Google Photos              | バーコードリーダ/名刺リーダ          | ドコモ地図ナビ/ドコモ ドライブネット/Google Maps/ストリートビュー |

## 歴史
- 2019年5月16日 - NTTドコモ、およびソニーモバイルコミュニケーションズジャパンより公式発表ならびに事前予約受付開始。
- 2019年6月1日 - 発売開始。
- 2020年7月6日 - Android OS 10へのバージョンアップ開始。

## ソフトウェアアップデート
2019年7月1日のアップデート
- インカメラでの撮影時、稀に画面のちらつきが発生する不具合を修正。
- 動画撮影時にフォトライトが点灯したままになる不具合を修正。
- セキュリティパッチレベルが2019年6月に更新される。
- ビルド番号が53.0.B.1.293から53.0.B.2.50になる。

2019年8月19日のアップデート
- 軽度の不具合を修正ならびに品質改善を実施。
- セキュリティパッチレベルが2019年8月に更新される。
- ビルド番号が53.0.B.1.293、53.0.B.2.50のどちらかが53.0.B.2.85になる。

2019年10月29日のアップデート
- 軽度の不具合を修正ならびに品質改善を実施。

- セキュリティパッチレベルが2019年10月に更新される。

2019年12月10日のアップデート
- 軽度の不具合を修正ならびに品質改善を実施。
- セキュリティパッチレベルが2019年12月に更新される。

2020年2月4日のアップデート
- 軽度の不具合を修正ならびに品質改善を実施。
- セキュリティパッチレベルが2020年1月に更新される。

2020年7月6日のアップデート
- Android OSのバージョンが10になる。
- セキュリティパッチレベルが2020年6月に更新される。

2020年9月7日のアップデート
- セキュリティパッチレベルが2020年8月に更新される。

2020年11月9日のアップデート
- 軽度の不具合を修正ならびに品質改善を実施。

- セキュリティパッチレベルが2020年10月に更新される。

2021年1月6日のアップデート
- セキュリティパッチレベルが2020年12月に更新される。

2021年3月3日のアップデート
- 軽度の不具合を修正ならびに品質改善を実施。
- セキュリティパッチレベルが2021年2月に更新される。